# عدلي التون
عدلي آلتون نوع من النقد المالي من الذهب ضرب في عهد السلطان محمود الثاني.
كان على ثلاث فئات: الربع، والنصف، والكامل. وكان يقابل الواحد من عدلي آلتون عشر قرشا، ونصفه ستة قروش وربعه قرشين ونصف (مائة باره).
رفعت عن التداول سنة 1239 هـ (1823 م).